# Эскадренные тральщики типа «Владимир Полухин»
Эскадренные тральщики проекта 59 (тип «Владимир Полухин») — тип эскадренных тральщиков, строившихся для Советского Военно-Морского Флота в 1930—1940-х годах.
Тактико-техническое задание на разработку корабля было выдано ЦКБ-32 в 1938 году, эскизный проект разработан в 1938 году, технический проект — в 1939 году. Окончательным вариантом программы планировалась постройка 17 кораблей в Ленинграде и девяти в Севастополе.
Тральщики предназначались для обеспечения действий эскадр надводных кораблей и по этой причине обладали сравнительно высокой скоростью — более 20 узлов. Столь высокие требования к скорости предопределили и тип главной энергетической установки — котлотурбинная. На момент закладки головного корабля эти тральщики можно было отнести к одним из самых совершенных в своем классе при условии, что они получили бы на вооружение предусмотренные проектом средства борьбы с неконтактными минами .
К началу Великой Отечественной войны на различных стадиях постройки находилось 20 тральщиков этого типа. Из них 2 корабля было построено по первоначальному проекту, 13 тральщиков достроено после войны по проекту 73К, два корпуса разобрано на металл, один корпус потерян на стапеле, два корпуса потеряно во время шторма. Два корабля, построенные по первоначальному проекту (Т-250 «Владимир Полухин» и Т-254 «Василий Громов») приняли участие в боевых действиях по прямому назначению.

## История строительства
Все тральщики типа «Владимир Полухин» строились на трех заводах: ССЗ № 370, ССЗ № 363, ССЗ № 201.
ССЗ № 370:
- T-250 «Владимир Полухин»

Заводской № 108. Заложен 28.05.1939 года, спущен 30.03.1940 года. В сентябре 1942 года проходил государственные испытания артиллерии главного калибра, стреляя по огневым точкам противника от стенки Морского завода в Кронштадте. Вступил в строй 7.11.1942 года и включен в состав Балтийского флота. В декабре 1954 года переформирован в опытовое судно. В декабре 1956 года переоборудован и переклассифицирован в плавмастерскую. В январе 1957 года переоборудован в плавказарму.
- T-251 «Павел Хохряков»

Заводской № 109. Спущен 31.03.1940 года. До начала блокады Ленинграда в недостроенном состоянии переведен на Волгу. После войны разобран на металл.
- T-252 «Александр Петров»

Заводской № 110. Спущен в ноябре 1940 года. До начала блокады Ленинграда в недостроенном состоянии переведен на Волгу. После войны разобран на металл.
- T-253 «Карл Зедин»

Заводской № 111. Спущен в ноябре 1940 года. До начала блокады Ленинграда в недостроенном состоянии переведен на Волгу. После войны возвращен в Ленинград и достроен по проекту 73К.
- T-257 «Тимофей Ульянцев»

Заводской № 124. Спущен 29.05.1940 года. С началом блокады Ленинграда приостановлен постройкой и законсервирован. После войны достроен по проекту 73К.
- T-258 «Михаил Мартынов»

Заводской № 125. Спущен 30.05.1941 года. С началом блокады Ленинграда приостановлен постройкой и законсервирован. После войны достроен по проекту 73К.
- T-259 «Федор Митрофанов»

Заводской № 29. Спущен 30.05.1941 года. С началом блокады Ленинграда приостановлен постройкой и законсервирован. После войны достроен по проекту 73К.
ССЗ № 363:
- T-254 «Василий Громов»

Заводской № 23. Заложен 29.05.1939 года, спущен 30.03.1940 года, вступил в строй 9.12.1943 года (по другим данным 29.09.1943 года) и включен в состав Балтийского флота. В январе 1956 года переоборудован и переклассифицирован в плавмастерскую.
- T-255 «Андриан Засимов»

Заводской № 25. Спущен 15.09.1940 года. До начала блокады Ленинграда в недостроенном состоянии переведен на Волгу. После войны возвращен в Ленинград и достроен по проекту 73К.
- T-256 «Владимир Трефолев»

Заводской № 26. Спущен 3.12.1940 года. С началом блокады Ленинграда приостановлен постройкой и законсервирован. После войны достроен по проекту 73К.
- T-260 «Лука Паньков»

Заводской № 30. Спущен весной 1941 года. С началом блокады Ленинграда приостановлен постройкой и законсервирован. После войны достроен по проекту 73К.
- T-261 «Павел Виноградов»

Заводской № 31. Спущен в июле 1941 года. С началом блокады Ленинграда приостановлен постройкой и законсервирован. После войны достроен по проекту 73К.
- T-262 «Степан Грядушко»

Заводской № 32. Спущен до начала блокады Ленинграда. С началом блокады Ленинграда приостановлен постройкой и законсервирован. После войны достроен по проекту 73К.
- T-263 «Семен Пелихов»

Заводской № 33. Спущен до начала блокады Ленинграда. С началом блокады Ленинграда приостановлен постройкой и законсервирован. После войны достроен по проекту 73К.
ССЗ № 201:
- T-451 «Иван Борисов»

Заводской № 249. Заложен 6.08.1939 года, спущен 31.12.1939 года. 13.12.1943 года оборудован как несамоходная десантная баржа и вошел в состав Черноморского флота. 29.07.1944 года разоружен и законсервирован. Достроен после войны по пр. 73К и в сентябре 1948 года включен в состав Черноморского флота в качестве электромагнитного тральщика. В мае 1956 года переклассифицирован в брандвахтенное судно. Исключен из списков ВМФ в 1958 году.
- T-452 «Сергей Шувалов»

Заводской № 251. Заложен 20.11.1939 года, спущен в 1941 году. 13.12.1943 года оборудован как несамоходная десантная баржа и вошел в состав Черноморского флота. 29.07.1944 года разоружен и законсервирован. Достроен после войны и в сентябре 1948 года включен в состав Черноморского флота в качестве электромагнитного тральщика. В мае 1956 года переклассифицирован в брандвахтенное судно. Исключен из списков ВМФ в 1958 году.
- T-450 «Павел Головин»

Заводской № 250. Заложен 6.08.1939 года, спущен 8.02.1940 года. Погиб в 1942 году во время шторма при буксировке в Туапсе в недостроенном состоянии. Сдан на слом в 1948 году.
- T-453 «Семен Рошаль»

Заводской № 252. Заложен в 1940 году, спущен 16.01.1941 года. В декабре 1941 года отбуксирован в Поти в недостроенном состоянии. Погиб в 1944 году во время шторма при буксировке из Очамчири в Севастополь.
- T-454 «Иван Сладков»

Заводской № 253. Заложен в 1940 году, спущен 20.03.1941 года. Отбуксирован на Кавказ в недостроенном состоянии и законсервирован. Достроен после войны и в сентябре 1948 года включен в состав Черноморского флота в качестве электромагнитного тральщика. В мае 1956 года переклассифицирован в брандвахтенное судно. Исключен из списков ВМФ в 1960 году и в 1964 году разобран на металл.
- T-455 «Николай Маркин»

Заводской № 258. Заложен в 1941 году. Погиб на стапеле во время обороны Севастополя.

## Конструкция

### Корпус
Корпус строился по поперечно-продольной системе набора из стали 4С. Непотопляемость обеспечивалась делением корпуса 14 водонепроницаемыми переборками, на 15 отсеков.

### Энергетическая установка

#### Главная энергетическая установка
Судовая энергетическая установка корабля состояла из двух автономных эшелонов, каждый из которых включал турбозубчатый агрегат, котел, турбогенератор и пост энергетики и живучести. На корабле были установлены два турбозубчатых агрегата ДК-1 (4000 л. с.), расположенные в двух машинных отделениях и два главных котла (давление пара 28 кгс/см², температура пара 370°). Время приготовления машин к походу: нормальное — 2 часа, экстренное — 1 час. Винты — бронзовые трехлопастные, диаметром 1,74 м .

#### Электроэнергетическая установка
Основные источники тока — два турбогенератора ПСТ-30/14 мощностью по 50 кВт каждый, дизель-генератор 24-105/130ПН-100 мощностью 125 кВт, дизель-генератор М-52-ПН-205 мощностью 25,5 кВт. На кораблях был принят постоянный ток напряжением 115 В для всех силовых установок и освещения .

### Корабельные технические средства

#### Водоотливные и противопожарные средства
Пожарная система включала в себя два турбонасоса производительностью по 30 т/ч при давлении 17 кг/см² и электрический насос производительностью 18 т/ч. Средства осушения состояли из двух центробежных насосов производительностью по 70 т/ч воды и двух центробежных насосов производительностью по 50 т/ч. Кроме того, на корабле имелись два переносных насоса производительностью по 20 т/ч каждый .

#### Катера, шлюпки, спасательные средства
Плавсредства тральщика состояли из двух шестивесельных или двух четырехвесельных ялов .

### Корабельные запасы
Нормальный запас топлива (мазут) — 173 т; полный — 191 т; максимальный — 193 т. Запас котельной воды — 14 т, мытьевой и питьевой воды — 21,5 т. Также на корабле имелись два испарителя производительностью по 40 т/сутки каждый .

### Экипаж
Экипаж тральщика включал в себя: офицеров — 7, старшин — 33, рядовых — 85. Всего — 125 человек .

## Вооружение

### Артиллерийское вооружение
Артиллерийское вооружение включало две 100-мм корабельных пушки Б-24-БМ с щитами, одну 45-мм полуавтоматическую пушку К-21, три 37-мм автоматических пушки 70-К и 12,7-мм четыре пулемета Кольт-Браунинг.
Боезапас насчитывал 240 (300 в перегруз) снарядов калибра 100 мм (из них 20 в кранцах), 120 снарядов для полуавтомата К-21 и 3150 (6000 в перегруз) снарядов для автоматов 70-К (120 в кранцах).

### Тральное вооружение
Тральное вооружение было весьма разнообразным: два комплекта параван-тралов К-1 (один штатный и один запасной); два комплекта змейковых тралов; два комплекта тралов Шульца. Позже на тральщиках проектов 59 и 73К устанавливали придонный трал ПТ, морской контактный трал МТ-2, акустический трал БАТ-2, электромагнитный трал ПЭМТ-2 .

### Приборы управления стрельбой
На носовом мостике каждого корабля имелся один 3-метровый стереоскопический дальномер ДМ-3. На тральщиках устанавливались приборы управления стрельбой системы Гейслера, обеспечивающие прицельную наводку орудий .

### Штурманское вооружение
На тральщиках имелось следующее штурманское оборудование: гирокомпас ГУ-I, магнитные компасы — 2 штуки; электромеханический лаг типа ГО III; эхолот ЭМС-2, радиопеленгатор Градус-К, ручные лоты и другие штурманские приборы .